# Cuthbert (prénom)
Pour les articles homonymes, voir Cuthbert.
Cuthbert est un prénom masculin anglais. 

## Étymologie
Cuthbert est dérivé de l'anthroponyme anglo-saxon Cuthbeorht (vieil anglais : Cūþbeorht), composé de l'élément cūþ (lui-même dérivé du proto-germanique *kunþaz) signifiant « connu, fameux, renommé », et de l'élément beorht (proto-germanique : *berhtaz) signifiant « brillant, clair », probablement dans le sens d'« illustre ».

## Variantes
Sa variante Cudbert (hypocoristique : Cuddy) est peu fréquente. Sa variante gaélique écossaise est Cuithbeart. Le prénom Cuthbert peut également se rencontrer en Amérique latine (notamment au Mexique), sous la forme Cutberto.

## Personnages historiques
Par ordre chronologique
- Cuthbert de Lindisfarne (mort en 687), moine et un évêque anglo-saxon ;
- Cuthbert (mort en 760), ecclésiastique anglo-saxon, onzième archevêque de Canterbury (740–760).

## Personnalités contemporaines
Par ordre alphabétique
- Cuthbert Alport (1912–1998), membre du Parti conservateur britannique ;
- Cuthbert Brodrick (en) (1821–1905), architecte britannique ;
- Cuthbert Collingwood (1750–1810), officier de marine britannique ;
- Cuthbert Collingwood (1826–1908), chirurgien et zoologiste marin britannique ;
- Cuthbert Christy (en) (1863–1932), docteur, zoologiste et explorateur britannique ;
- Cuthbert Girdlestone (1895–1975), musicologue et un littéraire britannique ;
- Cuthbert Grant (1793–1854), dirigeant Métis au Canada ;
- Cuthbert Malajila (né en 1985), footballeur international zimbabwéen ;
- Cuthbert Mayne (1544–1577), prêtre catholique et martyr anglais ;
- Cuthbert Ottaway (1850–1878), sportif anglais ;
- Cuthbert Sebastian (né en 1921), gouverneur général de Saint-Christophe-et-Niévès (1996–2013) ;
- Cuthbert Tunstall (1474–1559), dignitaire religieux anglais, qui fut deux fois évêque de Durham ;
- Cuthbert Victor (né en 1983), joueur américain de basket-ball.

- Pour l'ensemble des articles sur les personnes portant ce prénom, consulter :
  - la liste des articles dont le titre commence par ce prénom
  - les listes produites par Wikidata : Liste des personnes de prénom « Cuthbert » — même liste en incluant les éventuels prénoms composés qui contiennent « Cuthbert ».

## Patronyme
Le prénom Cuthbert est à l'origine du patronyme Cuthbertson, signifiant « fils de Cuthbert ».